# Zator (gromada 1954–1956)
Zator (od 29 II 1956 Trzebieńczyce) – dawna gromada, czyli najmniejsza jednostka podziału terytorialnego Polskiej Rzeczypospolitej Ludowej w latach 1954–1972.
Gromady, z gromadzkimi radami narodowymi (GRN) jako organami władzy najniższego stopnia na wsi, funkcjonowały od reformy reorganizującej administrację wiejską przeprowadzonej jesienią 1954 do momentu ich zniesienia z dniem 1 stycznia 1973, tym samym wypierając organizację gminną w latach 1954–1972.
Gromadę Zator z siedzibą GRN w mieście Zator (nie wchodzącym w skład gromady) utworzono – jako jedną z 8759 gromad na obszarze Polski – w powiecie oświęcimskim w woj. krakowskim, na mocy uchwały nr 20/IV/54 WRN w Krakowie z dnia 6 października 1954. W skład jednostki weszły obszary dotychczasowych gromad Trzebieńczyce, Laskowa i Grodzisko ze zniesionej gminy Zator w tymże powiecie. Dla gromady ustalono 10 członków gromadzkiej rady narodowej.
Gromadę Zator zniesiono 29 lutego 1956 w związku z przeniesieniem siedziby GRN z Zatora do Trzebieńczyc i przemianowaniem jednostki na gromada Trzebieńczyce. 
Uwaga: Gromada Zator (o innym składzie) istniała także w latach 1958–72.